# Earl Park
Earl Park é uma cidade  localizada no estado americano de Indiana, no Condado de Benton.

## Demografia
Segundo o censo americano de 2000, a sua população era de 485 habitantes.
Em 2006, foi estimada uma população de 458, um decréscimo de 27 (-5.6%).

## Geografia
De acordo com o United States Census Bureau tem uma área de
2,4 km², dos quais 2,4 km² cobertos por terra e 0,0 km² cobertos por água. Earl Park localiza-se a aproximadamente 223 m acima do nível do mar.

## Localidades na vizinhança
O diagrama seguinte representa as localidades num raio de 20 km ao redor de Earl Park.